# Guy Bourdin
Guy Bourdin (eredeti nevén Guy Louis Banarès, Párizs, 1928. december 2. – Párizs, 1991. március 29.) francia fotográfus, a 20. század második felének egyik legjelentősebb divat- és reklámfotósa.

## Pályafutása
Egyéves korában adoptálta anyja élettársa, Maurice Desire Bourdin, így megkapta annak családnevét.
1948-49-ben katonai szolgálatot teljesített, többek között Szenegálban állomásozott, itt ismerkedett meg a fényképezéssel.
1950-ben kiállítása nyílt rajzaiból és festményeiből egy párizsi galériában, két évvel később már fotói lógtak egy másik kiállítóterem falain. A kiállítás katalógusában Man Ray ajánlotta a közönség figyelmébe az ifjú művészt. Az ezt követő években szinte folyamatosan újabb és újabb kiállításokat rendezett Párizsban majd külföldön, így Londonban, Kölnben és Velencében.
1955 februárjában a francia Vogue magazin közölte első divatfotóit, 1967-ben a Harper's Bazaar-ban is publikált, ekkor fotózta első jelentős reklámkampányát is, Charles Jourdan cipőinek. A tervezővel később még több évtizedig együtt dolgozott. Az olasz Vogue-ban 1972-ben, az angol kiadásban 1974-ben jelentek meg először divatfotói. Ezután egyre több és jelentősebb divatcég kérte fel fotósának, többek között Issey Miyake, Gianfranco Ferré, Gianni Versace. 1976-os Sighs and Whispers című fehérnemű-katalógusát, amit a New York-i Bloomingdales áruháznak fotózott, reklámtörténeti jelentőségűnek tartja az utókor.
1977-ben az ő fotói is részt vettek a több jelentős amerikai múzeumban is bemutatott A divatfotózás története c. kiállításon. Az évtized végén újabb jelentős megbízásokat kapott például a Yashica és a Pentax fényképezőgép-gyáraktól.
1985-ben visszautasította a Francia Kultuszminisztérium Grand Prix National de la Photographie nevű rangos kitüntetését és 1987-ben megszakította kapcsolatát a francia Vogue-gal is, helyette a Revlon és a Chanel reklámkampányait fotózhatta. Utóbbiért 1988-ban a New York-i székhelyű International Center of Photography neki ítélte az Infinity (Örökkévalóság) díjat, amit egyik csodálója, Annie Leibovitz adhatott át neki.
1991 márciusában Párizsban hunyt el.
1961-ben vette feleségül Solange Louise Gèze-t, 1967-ben született egyetlen gyermeke, Samuel. Felesége 1971-ben váratlanul elhunyt.

## Külső hivatkozások
- GuyBourdin.com/
- Fotói képgalériákba rendezve Archiválva 2006. február 7-i dátummal a Wayback Machine-ben (részben szolidan erotikus tartalom)
- Rövidfilmjei Quicktime formátumban